# 愛立眼雷達系統
愛立眼雷達系統（英語：Erieye Radar System）或（英語：Erieye AEW&C Mission System，中文又譯：愛立眼空中預警任務系統）是瑞典愛立信微波系統（現在為紳寶集團電子防禦系統）所研發的機載預警雷達系統（AEW&C）。愛立眼採用了有源電子掃描陣列雷達（AESA）的技術，能用於各種飛機平台，如巴西航空工業公司的R-99（ERJ-145）、瑞典紳寶集團的紳寶2000和紳寶340飛機等。
愛立眼雷達系統擁有獨特的「平衡木」設計，與其他國家所設計的系統存在明顯分別，同時愛立眼也是世界上最早使用「相控陣脈沖多普勒體制」的機載預警雷達系統。

## 概述
1985年，愛立信微波系統獲得瑞典國防裝備管理局（Defence Materiel Administration）的合同，內容是有關開發PS-890 AEW愛立眼雷達系統。1986年，愛立信微波系統成功研製出愛立眼雷達的基本構型，並進行了空中試驗，成為世界上第一個開發「相控陣脈沖多普勒體制」的機載預警雷達系統的國家。
1994年7月，愛立眼首次與瑞典生產的飛機進行整合工作。當時瑞典空軍選擇紳寶集團的紳寶340客機為愛立眼雷達系統的測試平台。其後於1995年，瑞典空軍正式指定用於愛立眼的測試平台紳寶340編號為S 100B，並命名為「百眼巨人」（Argus）。

## 設計
愛立眼的設計大大改變了以往預警機給人們的形象，皆因它的外形設計有著獨特的「平衡木」結構，與一般的預警機設計有著明顯的差別。其後該設計亦被空警-200等所參考。
至今，愛立眼憑著性能優良與性價比高的優勢，成功在國際市場爭奪多國訂單。而且，愛立眼具有能夠與北約的系統互相配合的能力，能夠作為北約軍事同盟國的防空指揮和控制系統。

### 雷達性能
愛立眼雷達系統是採用了多模脈衝多普勒的有源電子掃描陣列雷達（AESA）設計，其罩內裝載了192個固態發射/接收（T/R）模塊和大約4000個的天線單元，有效探測範圍可達到450千米（公里），能有效360度全方位探測，跟蹤空中和海上目標。其雷達也能搜索500千米（公里）遠的戰鬥機、150千米（公里）遠的巡航導彈或相近目標與350千米（公里）遠的船隻，是一種非常有效的監察陸地及海岸的雷達。
同時，愛立眼可以作為瑞典空軍一體化網絡中心戰的中心指揮，在戰爭時期擔當重要的指揮角色，其因愛立眼對於雷達和傳感器的信息融合有著優越的性能，能夠將數據分發到服役國的戰鬥機，例如瑞典空軍的JAS 39獅鷲戰鬥機，為戰爭提供不可或缺的作用。

## 用戶

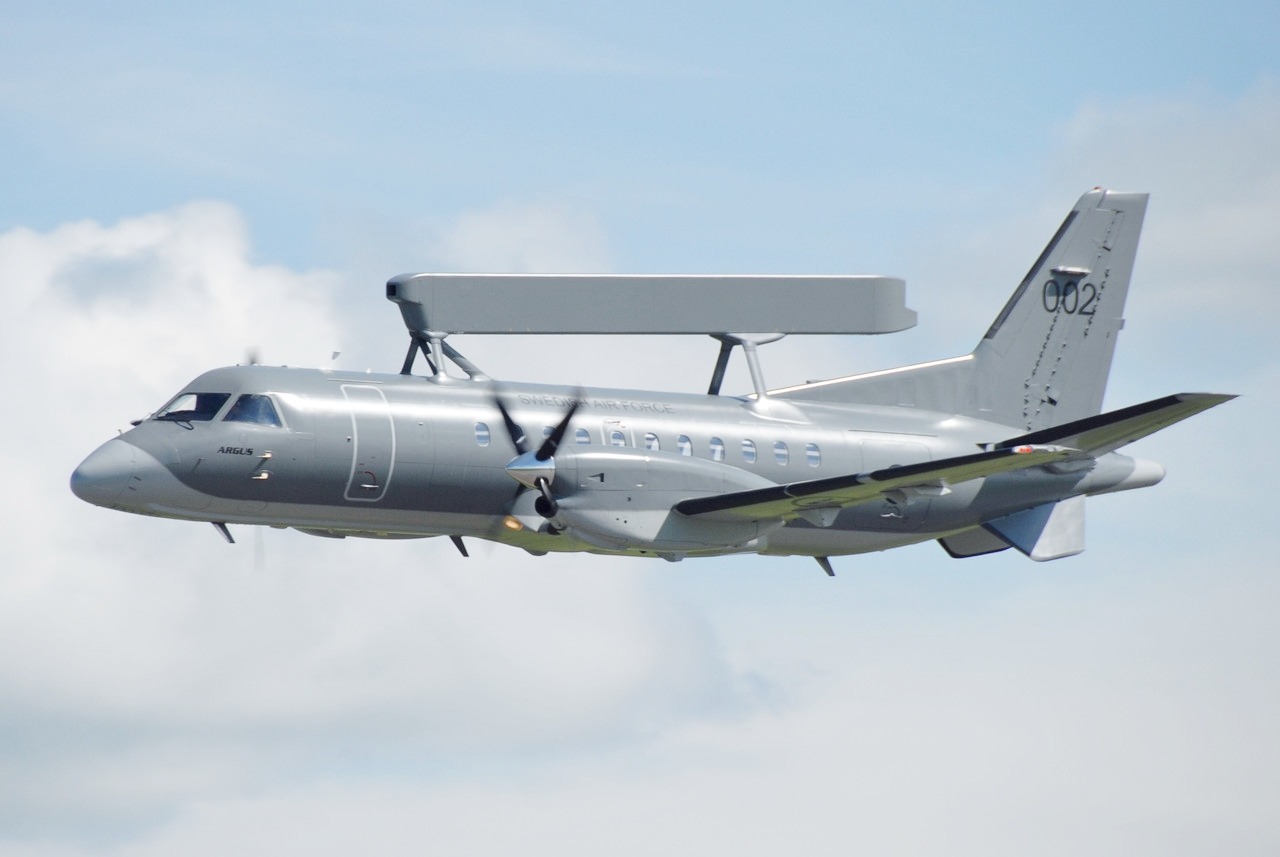
紳寶-340空中預警機
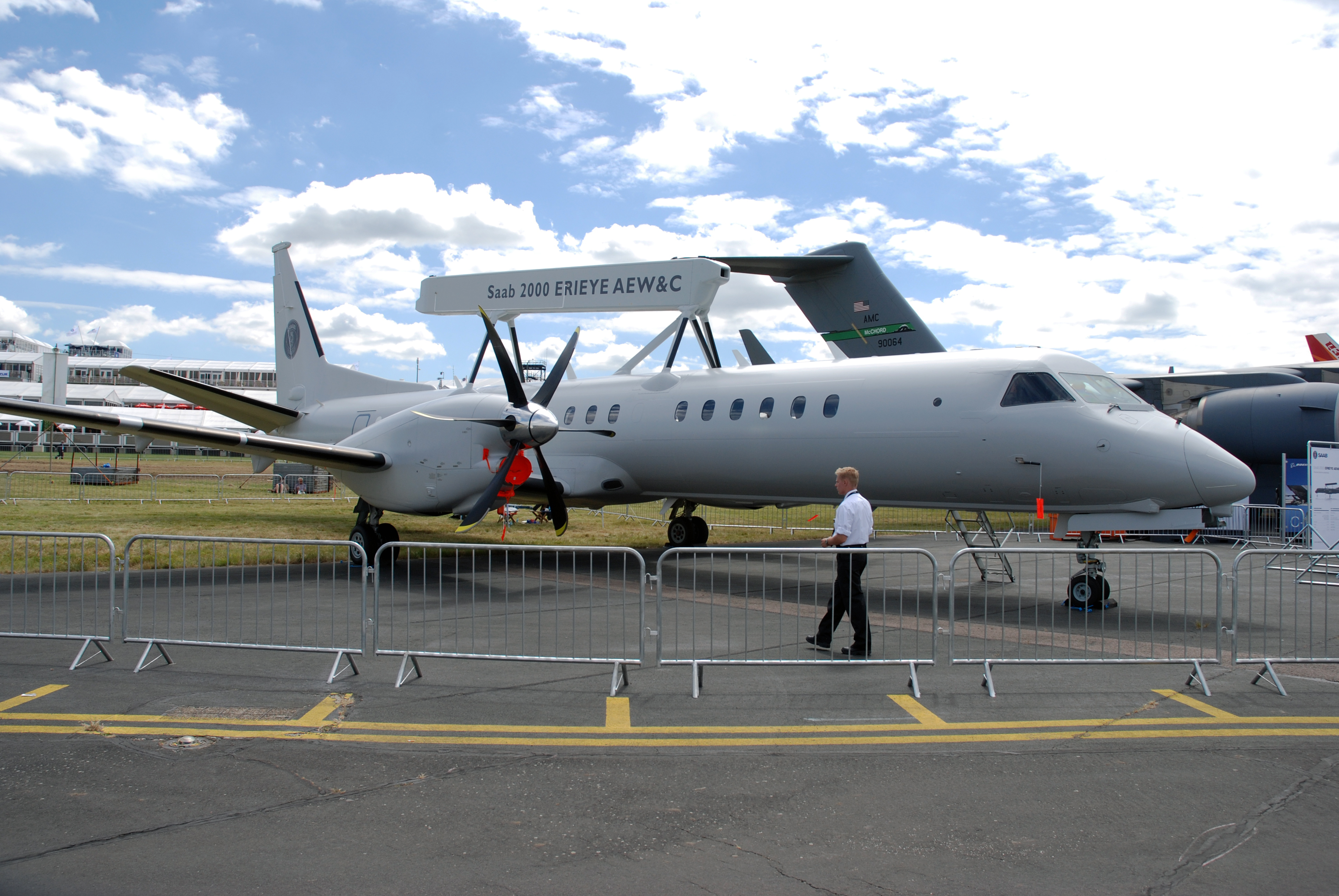
紳寶2000 AEW&C
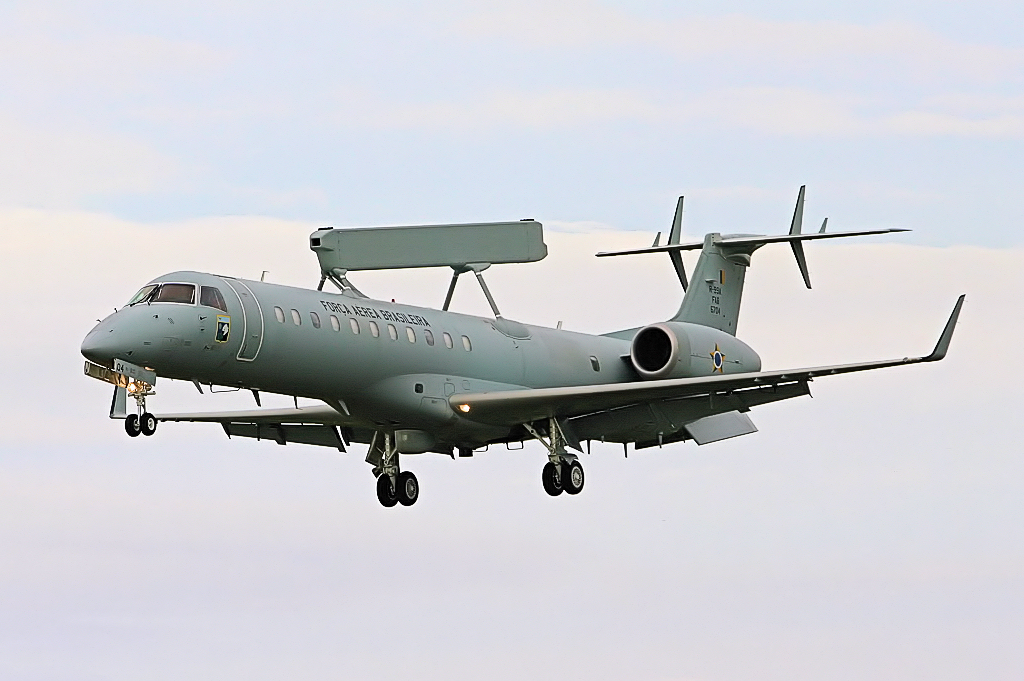
巴西空軍的R-99空中預警機（英语：Embraer R-99）
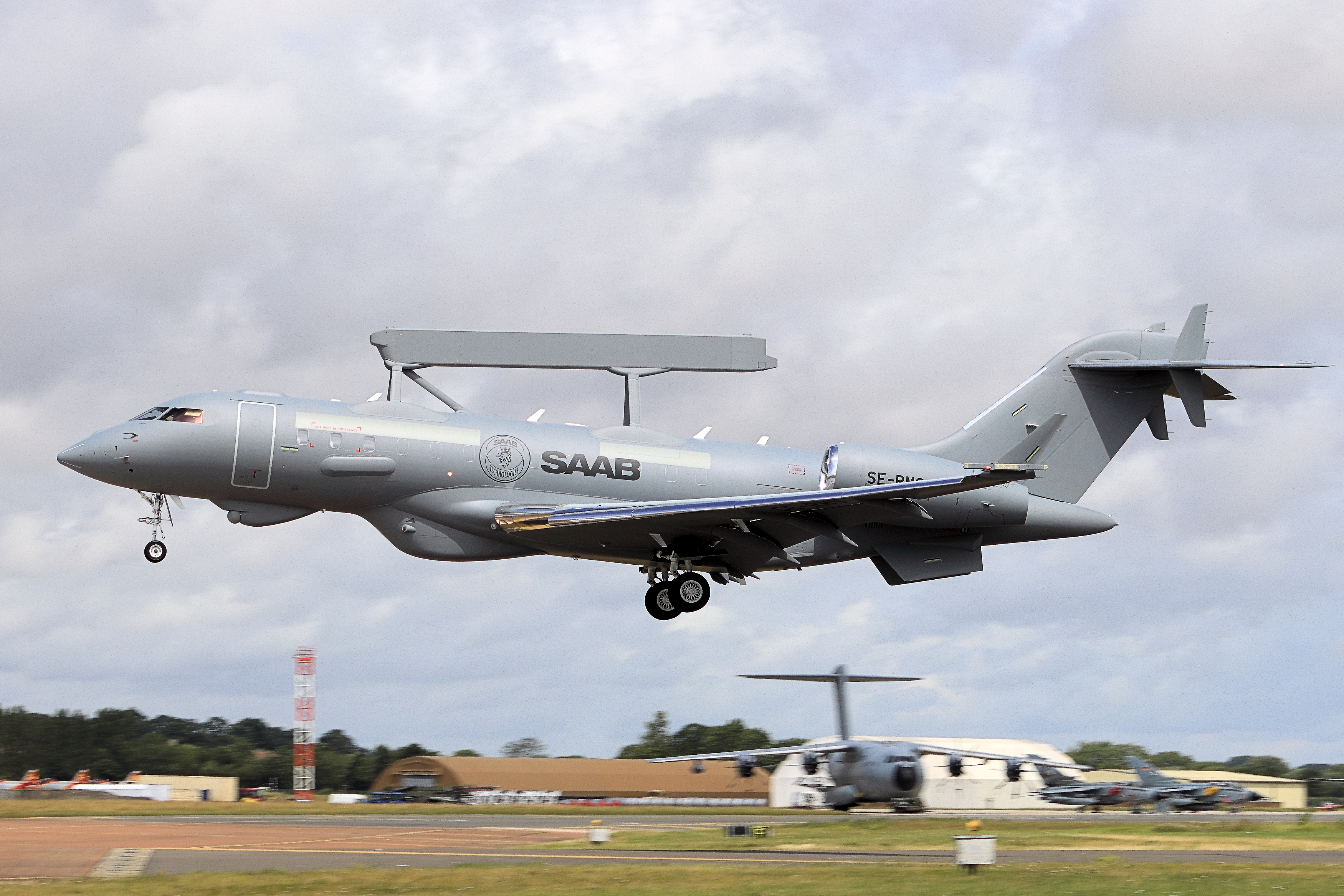
環球眼（英语：GlobalEye），搭載了愛立眼ER雷達系統。

紳寶340 AEW&C
- 瑞典：瑞典空軍所採用的是紳寶-340空中預警機（又名S 100B百眼巨人），計畫轉讓給烏克蘭空軍。
- 波蘭：波蘭空軍接收2架阿聯退役的紳寶-340空中預警機。
- 泰國：2008年泰國皇家空軍向瑞典訂購一架紳寶-340空中預警機，並於2010年接收[5]。
- 乌克兰：烏克蘭空軍计画接收2架瑞典退役的紳寶-340空中預警機。
- 阿联酋：阿聯空軍紳寶-340空中預警機[6]，退役後出售給波蘭空軍。
- 希腊：希臘曾經向瑞典空軍租借兩架紳寶-340空中預警機。

紳寶2000 AEW&C
- 巴基斯坦：巴基斯坦於2007年向瑞典購進五架以紳寶2000為平台的愛立眼預警機，並於2008年接收首架紳寶2000 AEW&C[7]。
- 沙烏地阿拉伯：2架薩博2000 AEW&C。[8]

R-99
- 巴西：巴西空軍於1994年曾購入五套愛立眼雷達系統，並與巴西航空工業公司簽署合同，要求將愛立眼雷達系統用於其飛機ERJ-145上。2013年，巴西再另外與紳寶集團簽署價值3.8億瑞典克朗的「愛立眼」升級合同[9]。而採用R-99空中預警機（英语：Embraer R-99）飛機的巴西版本已經銷售至多個國家，包括希臘和墨西哥[10]。
- 希腊：4架R-99空中預警機（英语：Embraer R-99）。
- 墨西哥：墨西哥空軍採用的是3架巴西製造的R-99空中預警機（英语：Embraer R-99），其採用的雷達系統為瑞典製造的愛立眼雷達系統。

環球眼
- 阿联酋：阿聯空軍購買了5架環球眼（英语：GlobalEye），是愛立眼ER的啟動用戶，改裝自龐巴迪環球快車，這是紳寶集團採用的第四型飛機作為愛立眼機載平台。
- 瑞典：订購了3架環球眼（英语：GlobalEye）。
- 法國：法國空天軍訂購4架環球眼（英语：GlobalEye），取代E-3空中預警機。

## 技術規格（Erieye AEW&C）
資料來源：TECHNICAL SPECIFICATIONS, ERIEYE AEW&C
MISSION SYSTEM, English

### 雷達
- 類型：多模脈衝多普勒
- 天線：有源電子掃描陣列雷達（AESA）
- 頻率：S波段
- 有效探測距離：450千米（公里）
- IFF-模式：「1」、「2」、「3/A」、「C」、「4」和「S」

### 電子作戰
- 寬頻譜電子支援：紳寶集團HES-21
- 方位探測：360º
- 雷達搜索：MAWS, RWR, LWS, CFDS

### 數據通訊
- 專用數據鏈：E鍵接
- 北約數據網絡：L16 和 L11
- 數據制式：國家或北約制式